# 中街猶太會堂
中街猶太會堂（英語：Middle Street Synagogue）是位於英國城市布赖顿-霍夫中的布萊頓市中心的一座猶太會堂。這座猶太會堂在超過一世紀的時間內都是布赖顿-霍夫的猶太教中心。現在該猶太會堂雖並未常時使用，但仍時有開放，並每年舉辦數次宗教儀式。中街猶太會堂因其建築和歷史意義而被列入II*級登錄建築。

## 歷史
中街猶太會堂修建於1874年。但布萊頓地區猶太人社區在會堂修建之前的近一百年就已經存在。來自巴伐利亞的猶太人移民曼努埃爾·希亞姆·科恩（Emanuel Hyam Cohen）於1780年代在海濱創建了猶太人學校，並在1789年至1792年創建了宗教場所。後者於1808年從猶太人街搬遷至西街，但並沒有關於建築性質的記錄，宗教活動實際上可能在私人住宅舉行。布萊頓攝政猶太會堂修建於1823年，其修建在從一家旅館租用的土地上，並在1836年由大衛·莫卡塔進行了擴建。這座猶太會堂一直使用到1875年中街猶太會堂啟用為止。中街猶太會堂位於德文郡廣場，柱頂刻有希伯來曆上這座猶太會堂的啟用年份（5598年）。中街猶太會堂的光明節燈台系沿用自布萊頓攝政猶太會堂。
1874年11月19日，首席拉比南森·馬庫斯·阿德勒出席了中街猶太會堂的開工儀式。建築家托馬斯·萊森之前負責過霍夫的多座建築，包括一座公理會教堂和威克農場莊園（Wick Farm estate），並且也是布萊頓科普敦布里斯托路循道宗教堂的設計者。在經過為期十個月、耗資12,000英鎊的工程後（相當於2025年的120萬英鎊），中街猶太會堂在1875年9月23日舉辦奉獻儀式，正式開幕。這座猶太會堂可以容納300人，是其前身的六倍。
和布萊頓有淵源的富裕猶太人家族沙遜家族在此後的數十年資助這座猶太會堂，使建築得以擴建和提升。1892年，中街猶太會堂安裝了電燈，成為英國第一個使用電器照明的猶太會堂。雖然2004年時，布萊頓和霍夫的猶太人人口已經達到4,000人，但中街猶太會堂現在並未常規使用，僅定期開放，用作教育和內部建築參觀用途（特別是在每年舉辦的布萊頓節期間）。中街猶太會堂曾面臨緊急結構維修問題，包括需要修建一個新屋頂。在籌款音樂會、拍賣和英國政府機構英格蘭遺產委員會的捐助下，修復工程得以展開。
中街猶太會堂在1971年8月20日被英格蘭遺產委員會列入II*級登錄建築。這一地位授予給「比特殊特徵更重要的建築」。在2001年2月，中街猶太會堂是布赖顿-霍夫70座II*級登錄建築之一。根據《1855年宗教場所註冊法》，中街猶太會堂獲得禮拜許可，登記號碼是30824。

## 建築

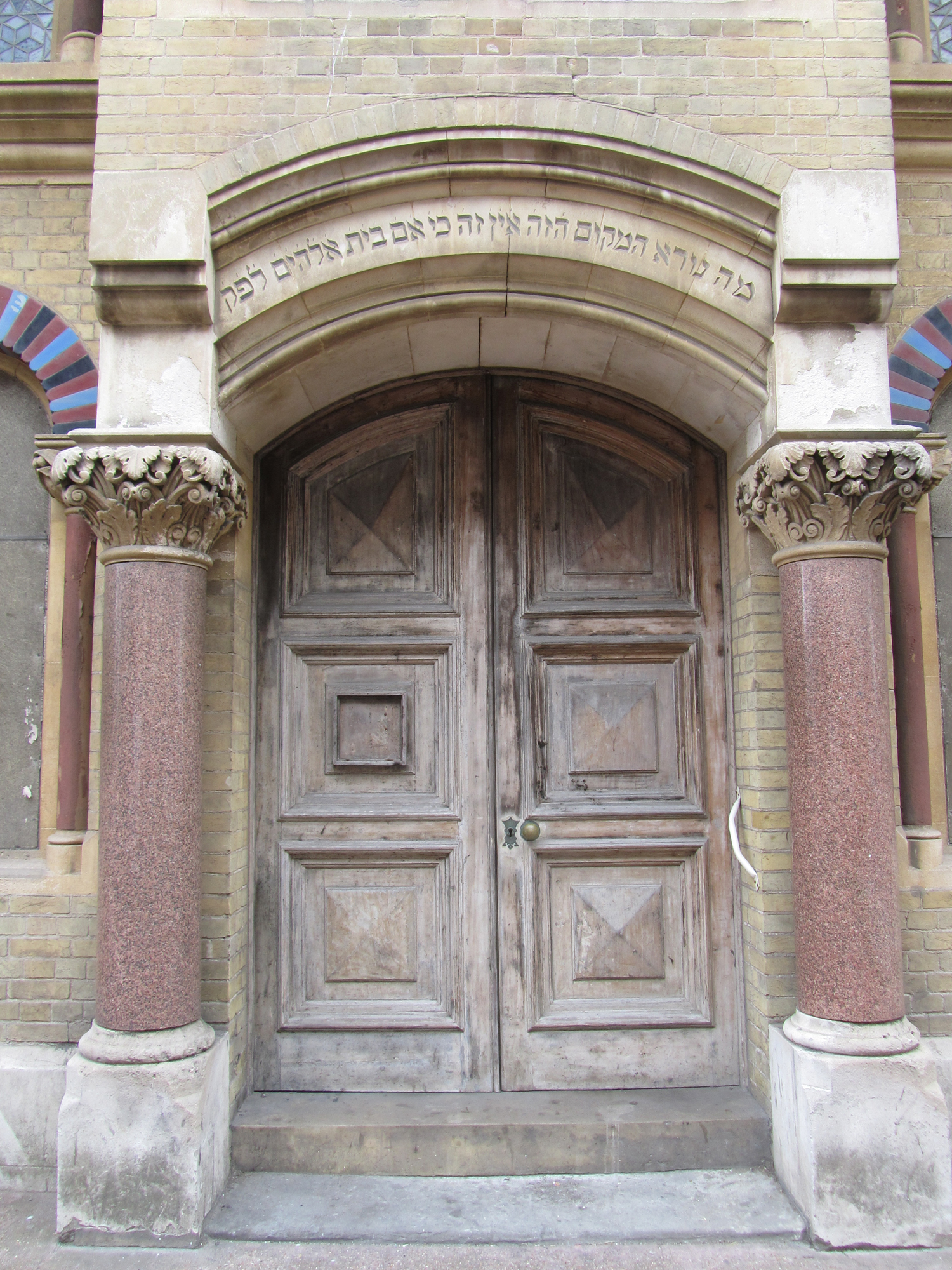
入口

中街猶太會堂被描述為布萊頓第二重要的歷史建築，僅次於英皇閣。
中街猶太會堂由建築商喬治·切斯曼（George Cheesman）和他的兒子建造，材料使用了白色薩塞克斯磚。其風格融合了義大利文藝復興式和拜占庭復興式建築。西立面使用了黃磚，其它牆面使用了棕磚。拱形窗戶上方是對比鮮明的紅色及藍色瓷磚，兩側是紅色柱子。西面有一個大型玫瑰窗。
沙曼·卡迪什評論稱「沒有遊客為中街猶太會堂的豪華內裝做好準備」。會堂三側有女性的禮拜廊，由漆有大理石外觀效果的鑄鐵柱之稱。金屬柱頭裝飾有中東地區的植物、水果、花卉和穀物。托馬斯·萊森的內部設計遵循了新拜占庭風格。會堂的結構採用了巴西利卡風格。
華麗的內裝由沙遜家族和布萊頓以外的遊客資助，大部分用鐵製造，但表面則有鍍金，或使用黃銅、大理石和馬賽克材料。妥拉櫃位於半圓形後殿的大理石台階上。欄杆、猶太教燈檯和講壇均由黃銅製作。全部窗戶均使用了19世紀後期的花窗玻璃，大部分由Campbell & Smith生產。

## 外部連結
- Brighton & Hove Hebrew Congregation （页面存档备份，存于） on Jewish Communities and Records – UK （页面存档备份，存于） (hosted by jewishgen.org).
- Video About Middle Street （页面存档备份，存于）